# Fiołek drobny
Fiołek drobny (Viola pumila Chaix) – gatunek roślin z rodziny fiołkowatych (Violaceae). Występuje w Europie, środkowej Azji i na Syberii. W Polsce jest gatunkiem rzadkim; rośnie głównie w południowo-zachodniej części nizin.

## Morfologia

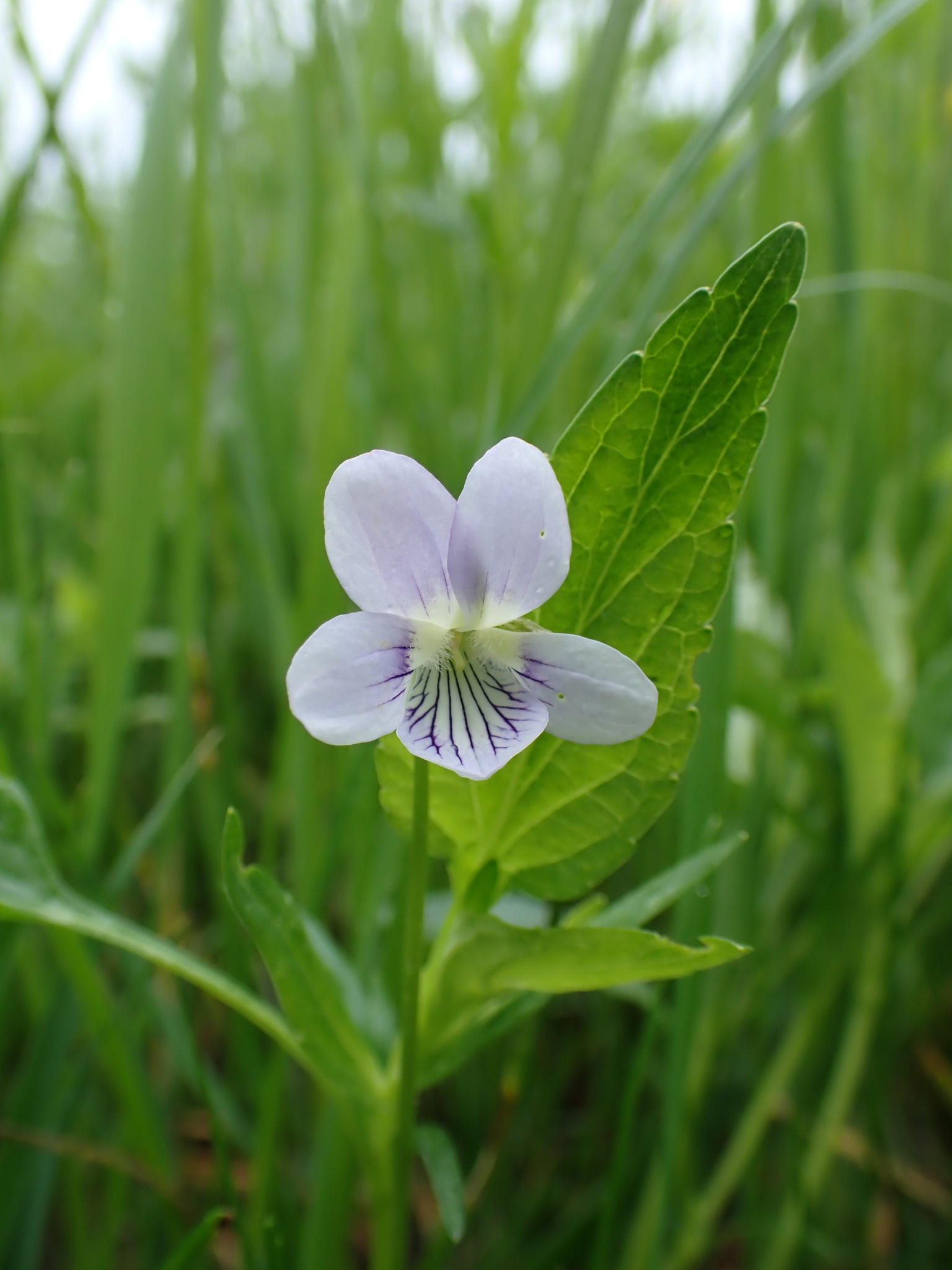
Kwiat

ŁodygaNaga, do 25 cm wysokości.
LiścieGórą nagie, ciemnozielone, lśniące, spodem owłosione, klinowato zwężone w ogonek. Przylistki piłkowane, nagie. Średnie przylistki liściowate, dłuższe od połowy ogonka.
KwiatyFioletowe. Działki kielicha zaostrzone, niejednakowe. Pylniki długości 1,5-2 mm. Szyjka słupka naga.
OwocNaga torebka.

## Biologia i ekologia
Bylina. Rośnie na wilgotnych łąkach. Kwitnie w maju i czerwcu. Gatunek charakterystyczny łąk selernicowych ze związku Cnidion dubii.

## Zagrożenia
Roślina umieszczona na Czerwonej liście roślin i grzybów Polski (2006) w grupie gatunków wymierających (kategoria zagrożenia: E). W wydaniu z 2016 roku otrzymała kategorię CR (krytycznie zagrożony).
Znajduje się także w Polskiej czerwonej księdze roślin w kategorii CR (krytycznie zagrożony).